# Harmersbach
Harmersbach er en lille flod  i Schwarzwald i den tyske delstat Baden-Württemberg. Den er via floderne Erlenbach og Kinzig en biflod til Rhinen. Harmersbach passerer stederne Oberharmersbach (kommune), Unterharmersbach (bydel i Zell) og Zell am Harmersbach.
Harmersbachdalen (dvs. Ober- og Unterharmersbach) havde indtil 1803 status som rigsdal, som var en unik betegnelse i Det tysk-romerske rige. Harmersbach var altså rigsumiddelbar og havde en status som svarede til en rigslandsby. Oprindelig hørte dalen til den fri rigsstad Zell, men lå fra 1504 til 1689 alene under højstiftet Straßburg og havde i løbet af denne tid oprettet et selvstyre med bl.a. et eget retsvæsen. Da Harmersbach blev løst fra Straßburg i 1689, anerkendte dalens befolkning ikke længere Zells overherredømme. I 1718 accepterede Zell Harmersbachs uafhængighed.
48°22′N 8°8′Ø / 48.367°N 8.133°Ø